# サミーネットワークス
株式会社サミーネットワークス（英: Sammy NetWorks Co., Ltd.）は、インターネット関連サービスを手がける日本の企業。セガサミーグループの企業であり、サミー株式会社の完全子会社。

## 沿革
- 2000年3月 - 株式会社ビーエムビー・ドットコムの社名で設立（日光堂〈後のBMB→エクシング〉の100%子会社）
- 2001年
  - 6月 - 筆頭株主が日光堂から有線ブロードネットワークス〈後のUSEN〉に移動
  - 8月 - 株式会社ユーズモバイルに社名変更
- 2002年12月 - 筆頭株主が有線ブロードネットワークスからサミーに移動[1]
- 2003年3月 - 現社名に変更
- 2004年9月1日 - 東京証券取引所マザーズ市場に上場
- 2005年3月 - 筆頭株主がサミーからセガサミーホールディングスに移動
- 2010年
  - 11月 - 運営サービスの1つである777town.netで170万件の個人情報流出事件が発生
  - 12月 - 株式交換により、セガサミーホールディングスの完全子会社化[2]
- 2013年2月 - バタフライの75.8%の株式を取得し子会社化[3]
- 2015年4月 - セガサミーグループ再編に伴い、セガサミーホールディングスの完全子会社からセガホールディングスの完全子会社となる[4][5]
- 2016年
  - 2月 - 資本金を3億円から1億円に減資[6]
  - 4月 - セガホールディングスの完全子会社からサミーの完全子会社となる[7]。同時にセガサミーグループ内での事業位置付けを、エンタテインメントコンテンツ事業から遊技機事業へ変更
- 2018年8月 - 本社を泉ガーデンタワーから西品川にある住友不動産大崎ガーデンタワーオフィス棟へ移転[8][9][10][11]
- 2021年7月 - バタフライを解散

## 主なサービス

### オンラインゲーム
- 777town.net
パチンコ・パチスロ等のオンラインゲームサービス
- GAPOLI
パチンコ・パチスロに加え、セガのメダルゲームやカジノゲームをプレイすることが出来るオンラインゲームサービス
- 近代麻雀我流.net
「近代麻雀」（竹書房）とコラボレーションした麻雀オンラインゲーム
- 帝愛カジノ
アニメ「逆境無頼カイジ」とコラボレーションしたゲーム

### ソーシャルゲーム
- サミー777タウン
サミーの携帯電話・スマートフォン向け公式サイト
- ナナリズム
サミーや他社のパチンコ・パチスロ楽曲を用いたPC・スマートフォン向けリズムゲーム。スマートフォン版は2021年8月6日を以て終了[12]。
- ナナリズムダッシュ
リズムゲームとRPGが融合したゲームシステムを採用した『ナナリズム』スマートフォン版後継作。

### その他
- ぱちガブッ!
ガイドワークスと共同運営するパチンコ・パチスロ情報サイト。2015年10月7日よりダイコク電機の「CII」システム（「データロボ サイトセブン」、「パチロボ」）とシステム連携している[13][14]。
- GAPOLIモール
「GAPOLI」で貯めたコインで値引きすることの出来るオンラインショッピングモール。

## 終了したサービス
- モバプリパ（2009年11月30日終了）
auの携帯電話でダウンロードしたコンテンツを紙に印刷するサービス。
- 競輪TOWN（2013年3月31日終了）
競輪の車券を発売するサービス[15][16]。
- ざわ・・・カイジ
アニメ「逆境無頼カイジ」の携帯電話向け公式サイト
- プロレスラーをつくろう! THE GOLDEN HOUR（2015年11月3日終了）
セガグループであるセガゲームスから発売されている「プロサッカークラブをつくろう!」のプロレス版[17]。
- 鍵と魔法とルーレット（2015年11月11日に株式会社テコテックへ運営移管[18]）
777town.netからスピンオフしたすごろくRPG。
- ジェネラルギア -反撃の神機-（株式会社D.C.T.へ運営移管）
アニメスタイルロボットRPG。キャラクターデザインはダイナミックプログループである不知火プロが担当。
- ラーメン魂

ラーメン店経営シミュレーションゲーム。スマートフォン版の他にも、PC版もある。（2018年3月29日正午を持って全てのハードでのサービスを終了。）

## かつての子会社
- メディア・トラスト - 2006年10月に連結子会社になったものの、2009年12月に代表取締役社長に保有株式を全て売却し、同時にサミーネットワークスはソリューション事業から撤退[19]。
- バタフライ - 2021年7月31日付で解散[20]。